# 北里大學前站
北里大學前站（日语：／ Kitasato daigaku mae eki */?）是位於青森縣十和田市，十和田觀光電鐵的十和田觀光電鐵線車站（廢站）。

## 歷史
- 1984年（昭和59年）4月1日 - 車站啟用[1]。
- 2008年（平成20年）3月1日 - （舊）十和田觀光電鐵把業務轉讓給「十鐵」，同時公司名稱改為（新）十和田觀光電鐵[1]。
- 2012年（平成24年）4月1日 - 十和田觀光電鐵線廢除，此站也廢除[1]。

## 構造
截至車站廢除前，此站是地面車站，設有1面1線的單式月台。此站是無人車站。

## 周邊
- 十和田大學前郵局
- 北里大學十和田校園 - 車站距離大學入口400米。
- 十和田市立東中學
- 十和田市立東公民館
- 十和田、六戶學校膳食中心

## 替代鐵路巴士
在2012年4月1日起行走的鐵路替代巴士路線停靠在附近的「北里大学通」上。在鐵路廢除前設有「北里大學前」巴士站，停靠該站的巴士路線包括十和田市 - 北里大學 - 東醫院線和夜行高速巴士天狼星號。

## 相鄰車站
十和田觀光電鐵
十和田觀光電鐵線
高清水－北里大學前－工業高校前